# Pengornis houi
Pengornis houi — вид вимерлих енанціорнісових птахів. Pengornis є найдавнішим енанціорнісовим птахом з ранньої крейди Північно-Східного Китаю.

## Етимологія
Назва Pengornis походить від кит.: 鵬 "Пенг", яка стосується міфологічної птиці з китайського фольклору, і з грец. -Ornis, що означає птах.

## Опис
Pengornis знаний з одного викопного зразка, описаного Чжоу і ін. у 2008 році. Цей голотип знаходиться у колекції Інституту палеонтології хребетних і палеоантропології у Пекіні, Китай. Йому надано номер IVPP V15336. Зразки були зібрані з формування Jiufotang, біля міста Чаоян, у провінції Ляонін, Китаю.
Викопний зразок складається з головки плечової кістки, акроміального відростка і передніх шийних хребців, які раніше були відомі тільки в члени Ornithurae. 